# Хайнрих IV (Анхалт-Бернбург)
Вижте пояснителната страница за други личности с името Хайнрих IV.
Хайнрих IV фон Анхалт-Бернбург (на немски: Heinrich IV von Anhalt-Bernburg; † между 7 юли 1374 и 13 декември 1375) от фамилията Аскани e княз на Анхалт-Бернбург от 1354 до 1374 г.
Той е вторият син на княз Бернхард III фон Анхалт-Бернбург († 20 август 1348) и първата му съпруга Агнес от Саксония-Витенберг († 4 януари 1338), дъщеря на курфюрст Рудолф I от Саксония-Витенберг.
По-големият му брат е Бернхард IV († 28 юни 1354), княз на Анхалт-Бернбург. Той е по-голям полубрат на Ото III († 27 февруари 1404).
След смъртта на баща му през 1348 г. той управлява заедно с брат си Бернхард IV, който умира бездетен на 28 юни 1354 г. и Хайнрих управлява сам. След смъртта му през 1374 г. Хайнрих е последван от по-малкия му полубрат Ото III.

## Фамилия
Хайнрих се жени за София, вероятно от фамилята Щолберг. Те имат три деца:
- Бернхард V († 24 юни 1420), княз на Анхалт-Бернбург (1404 – 1420)
- Рудолф (II/III) († 28 ноември 1406), епископ на Халберщат (1401 – 1406)
- Аделхайд († сл. 2 февруари 1374), абатиса на Гернроде (1348 – 1374.